# Episodi di Doraemon (serie animata 2005) (ottava stagione)
Questa è la lista degli episodi dell'ottava stagione dell'anime 2005 di Doraemon.
In Giappone è stata trasmessa su TV Asahi, dal 6 gennaio al 31 dicembre 2012. In Italia è stata trasmessa su Boing, dal 30 aprile al 6 settembre 2018.

## Speciali
Gli episodi speciali di Doraemon vengono trasmessi in Giappone in occasione di eventi o ricorrenze particolari; sono inediti in Italia.
| Nº  | Giapponese 「Kanji」 - Rōmaji - Traduzione letterale | In onda          | In onda  |
| Nº  | Giapponese 「Kanji」 - Rōmaji - Traduzione letterale | Giapponese       | Italiano |
| S43 | 「のび太が出会った仮面の女王」 - Nobita ga deatta kamen no jō – "Nobita incontra la regina mascherata" | 2 marzo 2012     | inedito  |
| S44 | 「アリガトデスからの大脱走」 - Arigatodesu kara no dai dassō – "La grande fuga sull'isola di Alcatraz" | 7 settembre 2012 | inedito  |
| S45 | 「宝くじ３億円大当たり!」 - Takarakuji 3 oku en ōatari! – "Il biglietto della lotteria da 300 milioni di yen"「アンラッキーポイントカード」 - Anrakkī pointo kādo – "La carta sfortunata"「ドラミとおはなしバッジ」 - Dorami to ohanashi bajji – "Dorami e le spillette delle fiabe"「ツチノコ見つけた!」 - Tsuchinoko mitsuketa! – "Ho trovato uno Tsuchinoko!" | 31 dicembre 2012 | inedito  |